# ایدیوسنکرازی
ایدیوسنکرازی (به انگلیسی: Idiosyncrasy)  یا فردویژگی به‌طور کلی به خوی و حالت غیرمعمول یک شخص می‌گویند. این اصطلاح عادت عجیب نیز معنی می‌دهد. این اصطلاح در زبان‌شناسی، پزشکی و اقتصاد با تعریف‌های گوناگون کاربرد دارد.

## پزشکی
در پزشکی «ایدیوسنکرازی» به معنی حساسیت کیفی غیرطبیعی نسبت به داروها، پروتئین‌ها یا عوامل دیگر است که مخصوص یک فرد باشد یا بدون علت روشنی بروز می‌کند.
ایدیوسنکرازی همچنین در اصطلاح پزشکی به هرگونه واکنش‌پذیری غیرعادی با منشأ ژنتیکی نسبت به عوامل شیمیایی گفته می‌شود. این واکنشها ممکن است به صورت حساسیتهای بسیار شدید و گاه مرگبار نسبت به دوزهای اندکی از یک دارو یا عدم پاسخ‌دهی حتی نسبت به دوزهای بسیار بالای دارو آشکار شوند. برای مثال حدود ده درصد از مردان سیاه‌پوست بر اثر نقص ژنتیکی آنزیمی به نام گلوکز ۶- فسفات دهیدروژناز (G6PD) با دریافت داروی پریماکین دچار نابودی شدید گلبول‌های قرمز و کم خونی خطرناک حاصل از آن می‌شوند. در مقابل گروهی از افراد به دلیل اختلاف ژنتیکی گیرنده‌های دارویی خود نسبت به عملکرد ضد انعقادی داروی وارفارین مقاومت دارند.